# Ukrainere
Ukrainere (ukrainsk: українці, tr. ukraіntsi, historisk kaldet rutenere) er en østslavisk etnisk gruppe der er hjemmehørende i Ukraine, der regnet i den samlede befolkning er den sjette mest folkerige stat i Europa. Forfatningen i Ukraine anvender udtrykket "ukrainere" om alle borgere i landet. Hviderussere og russere betragtes som ukrainernes nærmest beslægtede folkeslag, mens rutenere enten betragtes en nært beslægtet gruppe, eller en etnisk undergruppe af ukrainerne.
De fleste etniske ukrainere bor i Ukraine, hvor de udgør over tre fjerdedele af befolkningen. Den største gruppe af etniske ukrainere uden for Ukraine bor i Rusland, hvor omkring 1,9 millioner russiske borgere betragter sig som etniske ukrainere, mens millioner af andre (primært i det sydlige Rusland og Sibirien) har ukrainsk afstamning. Indbyggerne i Kuban er for eksempel splittet mellem tre identiteter, ukrainsk, russisk, og kosaker. Ca. 800.000 mennesker af ukrainske herkomst lever i det russiske Fjernøsten i et område historisk kendt som "Grønt Ukraine".
Ifølge nogle tidligere antagelser, bor et anslået antal på næsten 2,1 millioner af ukrainsk oprindelse i Nordamerika (1,2 millioner i Canada og 890.000 i USA). Et stort antal af ukrainere bor i Brasilien (500.000), Moldova (375.000), Kasakhstan (ca. 333.000), Polen (skøn mellem 300.000 og 400.000), Argentina (300.000), Hviderusland (skøn mellem 250.000 og 300.000 ), Portugal (52.300), Rumænien (skøn mellem 60.000 og 90.000) og Slovakiet (55.000). Der er også ukrainske indvandrere i Storbritannien, Australien, Tyskland, Letland, Schweiz, Østrig, Italien, Irland, Sverige og det tidligere Jugoslavien.

## Historie
Fra midten af 1700-tallet til begyndelsen 1900-tallet udvandrede en del ukrainere mod vest langs Den transsibiriske jernbane. De relativt største bosættelser fandt sted i hvad der i dag er det nordlige Kasakhstan/centrale Sibirien, i et område kaldet Gråt Ukraine, samt i et område omkring Vladivostok i den sydlige del af Russisk fjernøsten i et område kaldet Grønt Ukraine. Andre områder kaldtes Gult Ukraine og Pink Ukraine.